# Liste der Monuments historiques in Montautour
Die Liste der Monuments historiques in Montautour führt die Monuments historiques in der französischen Gemeinde Montautour auf.

## Liste der Objekte
| Bezeichnung | Beschreibung            | Standort                               | Kennzeichnung | Schutzstatus | Datum | Bild |
| ----------- | ----------------------- | -------------------------------------- | ------------- | ------------ | ----- | ---- |
| Kelch       | Silber, vergoldet, 1623 | in der Kirche Notre-Dame-du-Roc (Lage) | PM35000974    | Classé       | 1999  |      |